# Seal (álbum de 1991)
Seal es el álbum debut homónimo de 1991 de Seal y contenía los sencillos del Reino Unido: "Killer" (originalmente interpretado con Adamski), "Crazy", "Future Love Paradise", "The Beginning" y "Violet". El álbum debutó en el número uno en el Reino Unido.
El siguiente álbum de Seal, publicado en 1994, también fue llamado Seal - usualmente referido como Seal II.
La canción "Crazy" fue versionada por Me First and the Gimme Gimmes en su álbum Take a Break, de Mushroomhead en su álbum  XIII, de Talisman en su álbum de 1995 Life, por Alanis Morissette en su álbum recopilatorio del 2005 Alanis Morissette: The Collection, y por la banda alemana de power metal Iron Savior.
Muchas de las canciones (incluyendo varios mixes de ZTT) fueron incluidas en la película de Greg Stump de 1991 Groove Requirm in the Key of Ski. Pistas posteriores de Seal aparecieron también en otras películas de Stump.
Hay dos versiones del álbum, con diferencias menores y mayores en tres canciones. Las duraciones de las pistas de ambas versiones están dadas por cada canción afectada.
El álbum ganó el premio a mejor álbum británico en los Brit Awards de 1992. 

## Lista de canciones
1. "The Beginning" (Seal, Guy Sigsworth) – 5:40
2. "Deep Water" (Seal) – 5:56
3. "Crazy" (Seal) – 4:47/5:57
4. "Killer" (Adam Tinley, Seal) – 6:22
5. "Whirlpool" (Seal) – 3:56/3:51
6. "Future Love Paradise" (Seal) – 4:20
7. "Wild" (Seal, Sigsworth) – 5:19/5:28
8. "Show Me" (Seal) – 5:59
9. "Violet" (Seal, Sigsworth) – 8:06/8:31